# Ладыженский, Фёдор Абросимович
Фёдор Абросимович Ладыженский (Лодыженский) (род. не позднее 1613—октябрь 1676) — российский государственный и военный деятель, думный дворянин в царствование Фёдора Алексеевича.
Сын воеводы Абросима Ивановича Ладыженского.

## Биография
Происходил из рода Ладыженских. Сын воеводы Абросима Ивановича Ладыженского.
Стольник патриарха Филарета (1627-1629), царский стольник (1629-1654), комнатный стольник (1654-1676). Сеунч о взятии посада в Полоцке (1632). Присутствовал при встрече польского (1634) и персидского (1635) послов. Служил у государева стола (1646). Осадный воевода в Ливнах (1647). За местничество с Бутурлиным сидел в тюрьме (1647). Снова воевода в Ливнах (1648).  Ездил за государём (1649-1654).  Служил у государева стола (10 апреля 1653). Участвовал в польском походе царя Алексея Михайловича: сначала был головой у бельских городовых дворян, потом послан от государя в Витебск к боярину Шереметьеву с вестью о взятии Смоленска (23 сентября 1654). Пожалован в комнатные стольники (1654-1676). Голова у жильцов в государевом полку в польском походе (1655-1656). Послан к боярину Шереметьеву с государственным жалованием (01 сентября 1657). Служил у государева стола в день приёма Грузинского царя (06 июля 1658). 
Отправлен на Украину для сбора Рады (конец 1662), должен был уговорить Брюховецкого, стоявшего в Гадяче, идти на зиму к себе в Запорожье, а весною прийти опять для рады. Однако длинные переговоры Ладыженского с Брюховецким, с епископом Мефодием, с Самком и Золотаренкой ни к чему не привели.
Поезжанин на 2-й свадьбе царя Алексея Михайловича с Натальей Кирилловной Нарышкиной (22 января 1671). Служил у государева стола (07 сентября 1674).  Думный дворянин (1676). 
Умер в Москве († 1676), погребён патриархом Иоакимом в церкви Иоанна Воинственника, в Лужниках, у Крымского двора (13 октября 1676).

## Вотчины
Наследовал от отца подмосковное село Знаменское-Садки и в Московском уезде поместья двоюродного брата своего, Ивана Петровича Пушечникова, которые и пожалованы ему в вотчину (1668). Купил с. Кувшиново Вяземского уезда вотчину боярина Глеба Ивановича Морозова (03 июля 1670). Многие вотчины, в том числе и Знаменское-Садки, отошли после него в род князей Урусовых (князь Н. С. Урусов был женат на его дочери).

## Дети
- дочь Ладыженская, Мария Федоровна — первая жена боярина князя Никиты Семёновича Урусова[3].